# Helicoverpa armigera

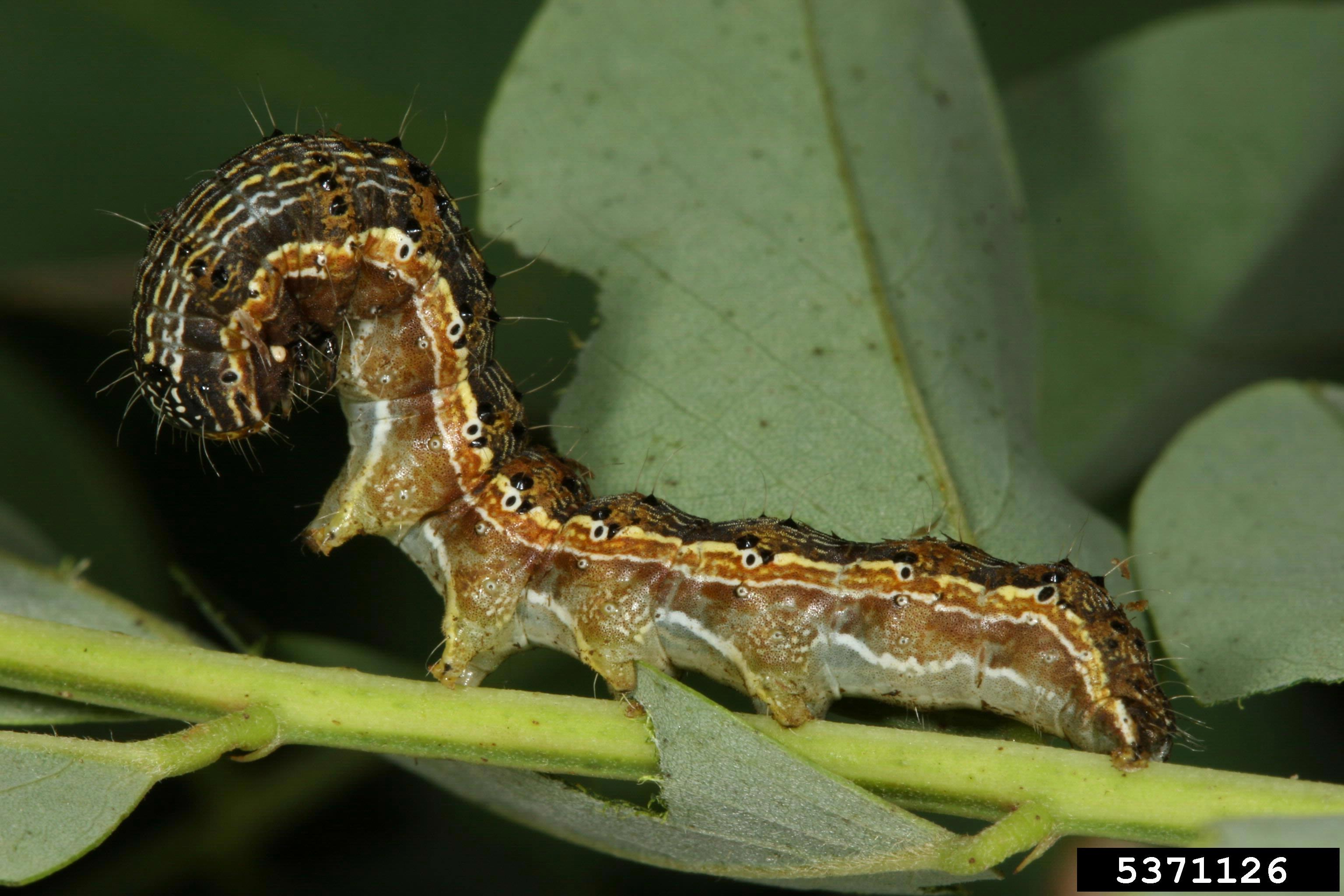
Larva

El gusano cogollero (Helicoverpa armigera), también conocido como oruga de la col, oruga del tabaco y oruga del Viejo Mundo  es una especie de lepidóptero ditrisio de la familia Noctuidae (polillas), cuyas larvas se alimentan de una amplia gama de plantas incluyendo plantas cultivadas. Son plagas polífagas y cosmopolitas. Son serias plagas del algodón, tomates, maíz, alfalfa y tabaco.
No se debe confundir con Helicoverpa zea.

## Ciclo vital
El ciclo completo lleva algo más de un mes. La hembra puede poner centenares de huevos. En condiciones favorables la oruga emerge en 3 días. El huevo mide 0.4 a 0.6 mm de diámetro. Al principio es blanco pero suele tomar un tinte verduzco.
La larva lleva de 13 a 22 días antes de entrar en el estado de pupa. La pupa forma un capullo de seda y lleva de 10 a 15 días para emerger como adulto.

## Distribución
La especie está muy difundida en Europa central y sur, Asia templada, África, Australia y Oceanía. Recientemente se ha confirmado su presencia en Brasil. Es una especie migratoria que llega a Escandinavia y otros territorios norteños.

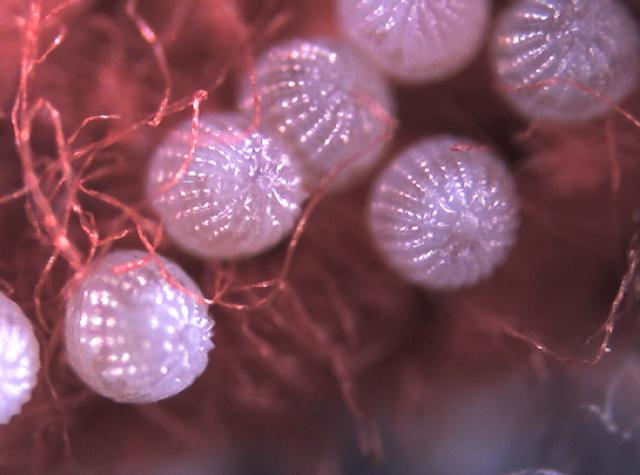
Huevos

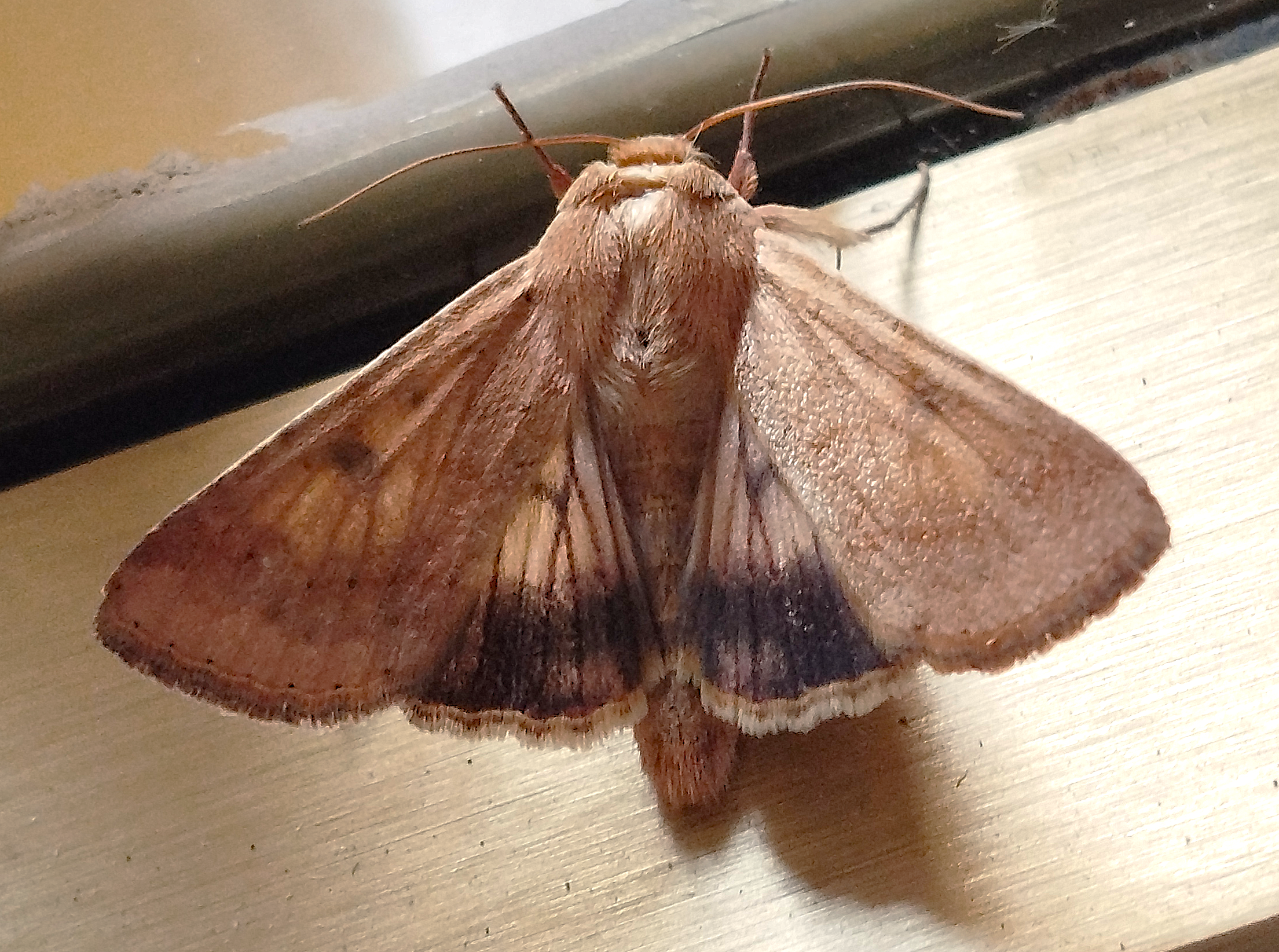
Insecto adulto